# Fernand Tavano
Fernand Tavano (ur. 21 maja 1933 roku w Sillé-le-Guillaume, zm. 6 lipca 1984 roku w Le Mans) – francuski kierowca wyścigowy.

## Kariera
W wyścigach samochodowych Tavano startował głównie w wyścigach zaliczanych do klasyfikacji Mistrzostw Świata Samochodów Sportowych. W latach 1956-1964 Francuz pojawiał się w stawce 24-godzinnego wyścigu Le Mans. Pierwszy raz dojechał do mety w 1959 roku w klasie GT 3.0, kiedy to uplasował się na trzeciej pozycji w klasie, a piątej w klasyfikacji generalnej. Rok później odniósł zwycięstwo w klasie GT 3.0 (czwarty w klasyfikacji generalnej). W sezonie 1964 został stanął na najniższym stopniu podium w klasie GT 3.0.